# پاتیا
پاتیا (به اسپانیایی: Patia, Cauca) یک سکونتگاه مسکونی در کلمبیا است که در بخش کائوکا واقع شده‌است.